# شمول‌گرایی
شمول‌گرایی (به انگلیسی: inclusivism)، یکی از رویکردها متعدد برای درک رابطه میان ادیان، تصریح می‌نماید که اکثریت عقاید متفاوت صحیح هستند. این رویکرد در مقابل رویکرد انحصارگرایی قرار دارد که می‌گوید تنها یک راه درست است و سایر راه‌ها همگی اشتباه اند. این رویکرد، شکل ویژه‌ای از تکثرگرایی دینی است، گرچه که اصطلاح کثرت‌گرایی دینی ممکن است بدین معنی باشد که تمامی باورهایی که در بستر فکری یک باورمند قرار دارند، با هم برابر بوده و همگی درست اند.
به صورت کل دو نوع مکتب فکری شمول گرایی وجود دارد:
- شمول گرایی سنتی، که می‌گوید نظریات شخصی یک معتقد، تنها با در نظر داشت شرایط ویژه همان معتقد درست است و معتقدین سایر سنت‌ها نیز اعتبار خود را دارند.
- شمول گرایی نسبی، که ادعا دارد یک مجموعه ناشناخته از باور/ درک‌ها حقیقت مطلق اند، چون هیچ انسانی زنده هنوز هم نتوانسته‌است به حقیقت کامل پی‌ببرد، اما تمامی انسان‌ها به صورت جزئی توانسته‌اند به حقیقیت مطلق پی ببرند.

هر دو نوع تفکر شمول گرایی، ریشه در باورهای شمول‌گرایانه دارند.

## یونان باستان
«تفسیر یونانی» تمایلی در میان نویسندگان یونانی برای برابر دانستن الوهیت خارجی با اعضای معابد خدایان خود آنها بود. به عنوان مثال هرودوت، خدایان مصر باستان آمون، اوسیریس و پتاه را به عنوان «زئوس» ، «دیونیسوس» و «هفائستوس» معرفی می‌کند. این می‌تواند مثالی از شمول‌گرایی و همچنین تلفیق‌گرایی باشد.
تلفیق‌گرایی یک ویژگی اساسی را در دین یونان باستان ایفا می‌نمود. بعدها هلنیزم که پیامدی از باور اسکندر کبیر مبنی براینکه او پسر خدا است، ظهور نمود، این مسئله خود را بیشتر نشان داد. هنگامی که مجبور شد شخصاً با معبد زئوس-آمون در سیوه در مصر مشورت بگیرد. این امر خود نشان دهنده ویژگی‌های تلفیق گرایی بوده و عناصر فارسی، آنتالیایی و مصری (در نهایت اتروسکان-رومی) را در فرمول‌های هلنی تلفیق می‌نماید. بعد از اینکه هلنیزم در فرهنگ مصری توسط بطلمیوس یکم سوتر آغاز شد، ایزیس به نام «ملکه آسمان‌ها» معروف گردید و در ابعاد مختلف و به نام‌های مختلف، در کنار هرا پرستش شد.

## بهائیت
شوقی افندی، ولی امر مذهب بهائی در نیمه اول قرن بیستم میلادی می‌گوید:
اصل بنیادینی که توسط بهاءالله تبلیغ می‌گردید و پیروان او نیز قویاً بدان معتقدند عبارت است از: واقعیت دینی یک امر مطلق نبوده بلکه نسبی است، وحی الهی یک روند مستمر و تدریجی است، تمامی ادیان بزرگ دنیا در اصل آسمانی استند، اصول بنیادی آنها در سازگاری مطلق با سایر ادیان است، اهداف و مقاصد آنها با سایر ادیان همسان است، آموزه‌های آنها دو روی از یک حقیقت هستند، وظایف آنها مکمِل یکدیگر است، آنها تنها در ابعاد فرعی تعالیم خود از هم فرق دارند، و اینکه ماموریت‌های آنها مظهر پی در پی بودن مراحل تکامل معنوی جامعه بشری است.

## مسیحیت
- مسیح گفت، «هر که ضد ما نیست با ما است.» (نسخه جدید بین‌المللی) انجیل مرقس ۹:۴۰. با این حال او همچنین گفت: «هر کسی که با من نیست بر علیه من است و هر آنکه با من یکجا نمی‌شود پراکنده می‌گردد» (متی ۱۲:۳۰)
- پطروس از جمله حواریون مسیح در مورد خدا نوشت: «او در مقابل شما صبور است، نمی‌خواهد هیچکسی معدوم شود، اما همگی باید به توبه رو آورند.» نامه دوم پطروس ۳: (نسخه جدید بین‌المللی)
- «آن نور حقیقی که به هر انسانی روشنایی می‌بخشد، به راستی به جهان می‌آمد.» انجیل یوحنا ۱:۹. به همینگونه انجیل تیتس (۲:۱۱) می‌گوید، «رحمت خداوند که باعث رستگاری می‌شود به همه انسان‌ها ظاهر شده‌است.»
- خدا تمام دنیا را دوست داشت و مسیح را فرستاد تا آنرا نجات دهد نه اینکه آنرا محکوم کند (یوحنا ۳:۱۶، ۱۷)
- کلام قصاری که در بیشتر مقالات مسیحی معمول است: «تمامی حقایق، حقیقت خداوند اند.» در مقایسه: «اگر چیزی عالی‌تر از حقیقت وجود داشته باشد، پس آن خدا است؛ اگر وجود نداشته باشد، پس حقیقت خود، خدا است» – آگوستین مقدس
- برخی پژوهشگران اونجلیکال معتقدند که خدا تمامی افراد را بر مبنای واکنش آنها به روح القدس داوری خواهد کرد، و این موضوع در رومنز ۲:۱۴–۱۵ گفته شده و نشان می‌دهد که خداوند در ارتباط با محکوم نمودن افرادی که قانون طبیعت را دانسته نقض می‌کنند، بر حق است، وی همچنین با بخشیدن آنهایی که طبق روشنایی که به آنها رسیده‌است زندگی می‌کنند رحمت خود را به نمایش می‌گذارد؛ بنابراین، نجات یافتن افرادی که پیام بخشش گناهان از جانب مسیح را از انجیل شنیده‌اند امکان‌پذیر است، حتی اگر آنها از جانب مبلغین مسیحی راهنمایی نشده باشند.
- مزامیر ۱۹ وحی عمومی را، با الگوگیری از آسمان و خورشید، که موازی با تغییر مذهب است نشان می‌دهد. آیات ۱–۶ فراتر رفتن از موانع زبانی و جغرافیایی را نشان می‌دهد. آیات ۷–۸ بیان می‌کند که تصدیق نمودن قانون کامل خداوند می‌تواند در «تغییر دادن روح… آسان نمودن خرد… شادمانی قلب… روشنایی بخشیدن به چشم» مفید واقع گردد.
- ملکی صدق[د] (سفر پیدایش ۲:۱–۱۳)، بلعم (اعداد) و مردان فرزانه (متی ۲:۱–۱۳) مثال‌هایی از افراد خدا باور است که، هرچند از مردم عبرانی نبودند، اما به خدا باور داشتند.
- کارنلیوس[ذ] قبل از اینکه پطرس بیاید و او را دعوت کند به خدا باور داشت (اعمال ۱۰:۱–۴۸). «سپس پطرس دهان خود را گشود و گفت: من به این حقیقت باور دارم که خدا هیچ تبعیضی نمی‌گذارد، اما در هر ملتی هر آنکه از او بترسد و درست کار کند از سوی وی پذیرفته می‌شود.» اعمال ۱۰:۳۴–۳۵
- حکایت گوسفند و بزها (متی ۲۵:۳۱–۴۶) داوری یک ملت را که مبنی بر ترحم به یکدیگر است، نه بر مبنای پس زمینه دینیشان، به تصویر می‌کشد. خوشا به حال آنها که از فقر روحانی خود آگاهند، فروتنان، رحم کنندگان، صلح کنندگان، آنهایی که تشنه و گرسنه عدالت هستند و … (متی ۵:۳–۱۰)، را می‌توان بدون مراجعه به پس زمینه دینی درک کرد. به همین گونه، یعقوب ۱:۲۷ می‌گوید، «دین پاک و بی‌آلایش نزد خداوند و پدر این است: دیدار از یتیمان و بیوه زنان هنگام مشکل، و پاک نگهداشتن خود در این دنیا.»
- پاول (مبشر مسیحی) گفت که یونانیان بدون اینکه خودشان بدانند، خدا را پرستش می‌نمودند. او گفت که در وضعیت نیمه-روشن شان، ممکن است خدا را جستجو نموده و او را دریابند، چون خدا از هیچ‌کس دور نیست. شعرهای شان نشان می‌داد که آنها فرزندان خدا بودند. این نشان می‌دهد که خدا به نحوی از انحاء برای آنها آشکار بود. کتاب اعمال ۱۷:۲۳–۲۸
- عیسی، در حالیکه با یک زن سامری (که به‌طور سنتی معروف به فوتینا[ر] است) صحبت می‌کرد (انجیل یوحنا ۴:۲۲) گفت: «شما آنچه را نمی‌شناسید می‌پرستید، امّا ما آنچه را می‌شناسیم می‌پرستیم، زیرا نجات به واسطهٔ قوم یهود فراهم می‌آید.» تلویحاً نشان دهنده عقیده شمول‌گرایی است، یعنی این امکان وجود دارد که شما خدای حقیقی را بدون اینکه به وضوح وی را بشناسید پرستش کنید. بعدها زمانیکه یک مبلغ قوانین یهودی از وی پرسید: «چه کاری انجام دهم تا به جاودانگی برسم؟»، مسیح حکایت سامری نیکو کار را بیان کرد و گفت: «برو و این چنین عمل کن.» لوقا ۱۰:۲۵–۳۷